# قطب‌الدین زنگی
قطب الدین زنگی، فرزند عمادالدین زنگی، فرمانده تُرک و امیر موصل بود.